# Stade Beaucairois FC
Stade Beaucairois Football Club – francuski klub piłkarski z siedzibą w Beaucaire.

## Historia
Klub został założony w 1908. W swojej historii przez jeden sezon występował w trzeciej lidze, w edycji 2002/2003 i zajął w niej ostatnie, 20. miejsce i spadł do czwartej ligi.

## Chronologia nazw
- 1908–2004 – Stade Beaucairois
- 2004–2008 – Beaucaire Olympique
- 2008–2023 – Stade Beaucairois 30
- od 2023 – Stade Beaucairois FC

## Reprezentanci kraju grający w klubie
stan na listopad 2023
|  | - Foued Kadir - Marc Rebés - Rodrigue Akpakoun - Jacky Novi - Javier George - Fousseni Bamba - Almamy Bangoura - Sékou Amadou Camara |  | - Ibrahima Sory Souare - Mohamed Kalil Traoré - Naby-Moussa Yattara - Basile Essa Mvondo - Edward Dixon - Adil Hermach - Victor Demba Bindia |